# Tencent Weibo
Tencent Weibo là một trang web tiểu blog (weibo) của Trung Quốc do Tencent ra mắt vào tháng 4 năm 2010 và đóng cửa vào ngày 28 tháng 9 năm 2020. Người dùng có thể phát một tin nhắn bao gồm tối đa 140 ký tự Trung Quốc thông qua web, SMS hoặc điện thoại thông minh.